# Мак-Кинли, Джон (путешественник)
Джон Мак-Кинли (John McKinlay, 26.8.1819, Sandbank, Шотландия — 31.12.1872, Голер, Южная Австралия) — австралийский путешественник.

## Биография
Джон Маккинли родился в посёлке Сэндбанк на реке Клайд, Шотландия. Он был третьим сыном купца Дугалда Мак-Кинли и Кэтрин, урождённой Мак-Келлар. Джон, получив образование в школе Dalinlongart, иммигрировал в Новый Южный Уэльс вместе со своим братом Александром в 1836 году. Братья работали у своего дяди сквоттера до 1840 года.
С 1840 года занимался скотоводством в Южной Австралии и своими экспедициями много содействовал ближайшему ознакомлению с внутренностью материка. Маккинли заинтересовали аборигены этого района, и его знания о их быте нашло большое применение позже, когда он стал исследователем. В 1861 году ему поручено было начальство над вспомогательной экспедицией для отыскания Борка. Он нашёл, однако, лишь следы его, хотя и дошёл до залива Карпентарии. См. «Mac-Kinlay’s journal of exploration in the interior of Australia» (Мельбурн, 1863).
17 января 1863 Мак-Кинли женился на мисс Джейн Пайл, дочери своего старого друга, а вскоре снова отправился в экспедицию. В сентябре 1865 года его назначили изучить северные территории и предоставить доклад о наилучших местах для поселений. Во время путешествия начался сезон дождей и экспедиция была окружена паводковыми водами. Мак-Кинли вынужден был убить лошадей, а затем построил плот из шкур и ветвей деревьев, и совершил рискованное путешествие к большой земле. Мак-Кинли сообщил о благоприятных землях вокруг Порт-Дарвина и Энсон Бэй в качестве пригодных для поселения.
После возвращения занялся пастырским делом недалеко от города Гоулер, Южная Австралия, где и умер 31 декабря 1872 года. Памятник в честь его памяти был возведён в Гоулере в 1875 году.
Мак-Кинли был 191,8 см ростом, скромный и непритязательный. Он был, что называется «рубаха-парень», и, хотя он совершил только две экспедиции, входит в число великих исследователей из Австралии.